# Ricardo (fodboldspiller, født 1976)
 For alternative betydninger, se Ricardo. (Se også artikler, som begynder med Ricardo)
Ricardo Alexandre Martins Soares Pereira (født 11. februar 1976), bedre kendt som Ricardo, er en tidligere portugisisk fodboldspiller, som spillede som målmand. Han brugte det meste af sin professionelle karriere på at spille for Boavista og Sporting og hjalp førstenævnte til at vinde sin eneste Primeira Liga-titel og spillede for sidstnævnte i mere end 150 kampe og vandt en Taça de Portugal med klubben. I sine 30'ere flyttede han til udlandet og spillede for Betis. Ricardo spillede 79 kampe for Portugal og deltog med landsholdet i 2 VM i fodbold og lige så mange EM i fodbold, heraf finalen i 2004.